# Piccadilly (Warwickshire)
Piccadilly – wieś w Anglii, w hrabstwie Warwickshire, w dystrykcie North Warwickshire. Leży 34 km na północ od miasta Warwick i 159 km na północny zachód od Londynu. Miejscowość liczy 300 mieszkańców.